# Carl Casper Nettelbladt
Carl Casper Nettelbladt (i riksdagen kallad Nettelbladt i Bromsten), född 19 april 1802 i Svedvi församling, Västmanlands län, död 1 december 1885 i Oppebynäs, Helgesta församling, Södermanlands län, var en svensk lantbrukare och politiker. Han var riksdagsman i bondeståndet vid ståndsriksdagarna 1859/1860, 1862/63 och 1865/66. Vid ståndsriksdagen 1865–1866 företrädde han bondeståndet i Färentuna och Sollentuna härader samt Danderyds, Åkers och Värmdö skeppslag.